# Kolga-Jaani (gemeente)
Kolga-Jaani is een voormalige gemeente in de Estlandse provincie Viljandimaa. 
De vroegere hoofdplaats Kolga-Jaani heette aanvankelijk Väike-Jaani, hetgeen "Klein Sint-Jan" betekent. De grotere tegenhanger is Suure-Jaani. Kolga-Jaani heeft de status van alevik (vlek). In de plaats bevindt zich een middeleeuwse kerk. Daarnaast telde de gemeente 15 dorpen.
De voormalige landgemeente Kolga-Jaani (Kolga-Jaani vald) telde op 1 januari 2017 1388 inwoners en had een oppervlakte van 313,3 km². In het najaar van 2017 ging de gemeente tegelijk met Tarvastu op in de landgemeente Viljandi.